# Guariba
Guariba este un oraș în São Paulo (SP), Brazilia.